# Florentin-la-Capelle
Florentin-la-Capelle é uma comuna francesa na região administrativa de Occitânia, no departamento de Aveyron. Estende-se por uma área de 36,8 km². Em 2010 a comuna tinha 288 habitantes (densidade: 7,8 hab./km²).